# Otočic Ceja
Otočic Ceja är en ö i Kroatien.   Den ligger i länet Istrien, i den västra delen av landet, 200 km sydväst om huvudstaden Zagreb. Arean är 0,18 kvadratkilometer.
Terrängen på Otočic Ceja är platt. Den sträcker sig 0,6 kilometer i nord-sydlig riktning, och 0,5 kilometer i öst-västlig riktning.